# Hallbjørn Rønning
Hallbjørn Rønning (* 30. Mai 1950 in Trondheim; † 8. April 2023) war ein norwegischer Schauspieler. 

## Leben
Rønning besuchte bis 1969 das Strinda Gymnasium in Trondheim. Anschließend absolvierte er eine Schauspielausbildung am Rogaland Teater in Stavanger. Danach arbeitete er am Nordland Teater in Mo i Rana und am Hålogaland Teater in Tromsø. 
1975 wurde er vom Trøndelag Teater in Trondheim verpflichtet, wo er bis zuletzt festes Ensemblemitglied war. Rønning debütierte an diesem Theater als Bassanio in Der Kaufmann von Venedig von William Shakespeare. In den letzten Jahren spielte Rønning dort in Stücken von Henrik Ibsen, August Strindberg und in einer Bühnenfassung von John Steinbecks Von Mäusen und Menschen.
Sein musikalisches Talent stellte er in den Stücken Forever Plaid, Comedian Harmonists und En time uten sex unter Beweis. Außerdem trat er in dem Musical Chicago von John Kander auf.
Er spielte im musikalischen Kabarett Taube mit Texten und Liedern des schwedischen Dichters Evert Taube.
In Hamburg, Rotterdam und Antwerpen gastierte er mit dem Monolog Takoradi-en sjømanns historie von Torvald Sund. Mit Min största smärtas barn, einer szenisch-dramatischen Lesung des Briefwechsels von August Strindberg mit seiner dritten Ehefrau Harriet Bosse, gastierte Rønning auch in Oslo. 2009 wirkte er am Trøndelag Teater in der Produktion Hal toppseil – en hyllest til Erik Bye, einer literarischen und musikalischen Hommage an den norwegischen Journalisten und Sänger Erik Bye.
2004 spielte er in dem norwegischen Kurzfilm I himmelen som på jorden, der bei mehreren internationalen Filmfestivals gezeigt wurde und beim Clone Digital Film Festival die Auszeichnung als bester Film erhielt. Er hat außerdem in mehreren Filmen und Fernsehproduktionen mitgewirkt. 
Rønning nahm 120 Hörbücher, unter anderem mit Werken von Ken Follett, Jan Guillou und Alistair MacLean, auf. Er sprach neben seiner Muttersprache auch Deutsch und Englisch. 
Er war mit der norwegischen Schauspielerin Wenche Strømdahl verheiratet, mit der er öfter gemeinsam auftrat.

## Filmografie (Auswahl)

### Kino
- 1974: Kimen

### Fernsehen
- 1978: Kong Sverre (Fernsehminiserie, 1 Episode)
- 1986: Et godt tilbud (Fernsehfilm)
- 1987: Av måneskinn gror det ingenting (Fernsehminiserie, 1 Episode)

### Kurzfilme
- 2004: I himmelen som på jorden
- 2007: Dårlig kjemi
- 2012: Alien Repair Guy
- 2016: Hagen